# الن بدلی
الن بدلی (انگلیسی: Alan Baddeley؛ زادهٔ ۲۳ مارس ۱۹۳۴) دانشمند، پژوهشگر و متخصص بریتانیایی مشهور در حوزهٔ روان‌شناسی شناختی و استاد دانشگاه یورک است.
شهرت او به‌واسطهٔ پژوهش‌ها و آثار علمی‌اش در زمینهٔ «حافظهٔ کاری» و «مدل اجزاء چندگانه» حافظه در انسان است.